# Ernst Weißert
Ernst Weißert  (* 20. Juli 1905 in Mannheim; † 2. Januar 1981 in Stuttgart) war ein deutscher Waldorflehrer. Er war Generalsekretär der Anthroposophischen Gesellschaft in Deutschland, Mitbegründer und Leiter des Bundes der Freien Waldorfschulen, des Haager Kreises und der Freunde der Erziehungskunst Rudolf Steiners.

## Kindheit und Studium
Ernst Weißert wurde in Mannheim geboren und war durch die Architektur, das Theater und die Kunst dort stark geprägt. Sein Vater war Lehrer an der Mannheimer Hilfsschule und bei reichen jüdischen Familien. Er besuchte die Bürgerschule und danach das Karl-Friedrich-Gymnasium. Im Alter von dreizehn Jahren erlebte er zum Ende des Ersten Weltkrieges die Revolutionsszenen in Mannheim mit und wandte sich der liberalen Volkspartei zu. 1919/20 machte er bei den Linken und den Wandervögeln mit, wo er lebensbestimmende Freundschaften knüpfte mit jungen Menschen, die nach einem Leben der Wahrhaftigkeit und geistbewusster Gemeinschaft trachteten.
Er wandte sich dem Theater zu, zunächst als Statist am Nationaltheater, danach in tragenden Rollen bei Inszenierungen des Gymnasiums und bereitete sich auf eine Schauspielertätigkeit vor.
Er lernte Rudolf Steiner kennen, hörte bereits als 17-Jähriger seine Vorträge in Mannheim und besuchte nach dem Abitur die zweite Stuttgarter Erziehertagung der Waldorfschule, wo er dem pädagogischen Impuls Rudolf Steiners begegnete. Da entschloss er sich zum Lehrerberuf. 1924 wurde er Mitglied der Anthroposophischen Gesellschaft und des Tübinger Pädagogischen Arbeitskreises, in welchem sich Studenten auf eine pädagogische Tätigkeit in der Waldorfschule vorbereiteten. Im selben Jahr nahm er Teil am dreiwöchigen Dramatischen Kurs und den Karma-Vorträgen Rudolf Steiners in Dornach.
Ab 1926 studierte Ernst Weißert Philologie und Archäologie in Heidelberg, zog aber 1927 als Hauslehrer mit einer deutschen Familie nach Athen. Dort lernte er am Deutschen Archäologischen Institut dessen Direktor Ernst Buschor kennen. Nach dieser Zeit, in der er sich ins Griechische und vor allem in die plastische Kunst vertiefte, kehrte er zum Archäologischen Institut in Heidelberg zurück. 1928 heiratete er dort eine deutsch-griechische Frau und bekam bald darauf den ersten Sohn. 1930 schloss er sein Studium ab und trennte sich von seiner Frau.

## Arbeit als Waldorflehrer
Bald darauf zog er nach Berlin. Dort lernte er seine zweite Frau Elisabeth Caspari kennen, und mit ihr hatte er im Laufe der Jahre neun Jungen und drei Mädchen. Ostern 1931 fing er an der Rudolf Steiner-Schule in Berlin an zu unterrichten, zunächst Griechisch, Latein, Französisch und Turnen, später als Klassenlehrer. Die politische Lage für Elisabeth und Ernst Weißert wurde schwierig, da Elisabeth einer bedeutenden jüdischen Familie entstammte. Im Sommer 1937, als die Lehrer an den Privatschulen auf Hitler sich vereidigen sollten, hat das Kollegium der Rudolf Steiner-Schule zur Selbstschließung entschlossen. Mit etwa 85 Kindern, darunter 30 jüdische, und vier Kollegen führte Ernst Weißert bis Ostern 1939 einen Umschulungskurs für die Schüler durch, dann arbeitete er als Privatlehrer. Wegen „Fortsetzung einer verbotenen Pädagogik“wurde er von der Gestapo verhaftet, nach wenigen Wochen wurde er aber wieder befreit. 1943 wurden seine Frau und Kinder evakuiert und 1944 zog er nach Tübingen, bis der Stellungsbefehl kam, den er in eine Sanitätstätigkeit in Ulm umändern konnte.
Unmittelbar nach Kriegsende übernahm Ernst Weißert die Volksschule in Weilheim mit 82 Kindern um dann Ostern 1946 als Oberstufenlehrer an der Waldorfschule Stuttgart-Uhlandshöhe Deutsch, Geschichte und Kunstgeschichte sich weiter zu engagieren. Für 19 Jahren wohnte er bescheiden mit seiner Familie in einer von den Amerikanern geschenkten Baracke auf dem Schulgelände. Er blieb bis September 1968 Lehrer an dieser Schule.
Ernst Weißert wirkte aktiv beim Wiederaufbau der Anthroposophischen Gesellschaft in Deutschland ab 1946. 1959 wurde er in den Vorstand berufen und von 1961 bis 1978 war er einer ihrer Generalsekretäre.

## Der Bund der Freien Waldorfschulen
Der Bund der Freien Waldorfschulen wurde 1933 als Verhandlungspartner der neun Waldorfschulen mit den damaligen Behörden in Berlin zusammenberufen. 1946 wurde er neu begründet durch Ernst Weißert und Erich Schwebsch, der erstmals die Leitung übernommen hat. Als Schwebsch 1953 verstarb, übernahm Ernst Weißert die Leitung und ab 1969 arbeitete er hauptamtlich für den Bund, der damals 28 Schulen umfasste. Als in den 70er-Jahren die Waldorfschulgründungen international stark zunahmen, rief er die Schulbewegung auf, “alles Überlebte abzustreifen und das Zukunftsträchtige wach zu ergreifen.”
In seiner Darstellung „Pädagogische Religion“ beschreibt er, wie die Fähigkeit zu einer Erziehungskunst heranwachsen kann: „Der Lehrer muss sich immer fragen, wie er ein Organ der Nähe zum Kindeswesen entwickelt.“ Er wird sich um einen „geistig-pädagogischen Tastsinn“ bemühen. „Dieser Tast- oder Kindersinn erschließt allmählich eine Seelenhaltung voll Verehrung, Liebe, Hingabe“. Und solche „Hingabe gegenüber dem Zarten, dem Jungen und Wachsenden“ (Weißert 1971, S. 491f) wird zur Kunst der Menschenbehandlung als einer spirituellen Aufgabe des 20. Jahrhunderts.

## Gründungen und Initiativen
Die Visionen und Initiativen von Ernst Weißert waren weitreichend. Mit den jährlichen Lehrertagungen versuchte er die Schulbewegung vorwärts zu bringen und gleichzeitig sie mit ihrem Ursprung zu verbinden. Ab 1950 wurden die ersten öffentlichen Sommertagungen organisiert, die 1956 zu den Eltern-Lehrer-Tagungen führten. Hier kam der Gesamtzusammenhang der Schulbewegung zur Geltung, die er inspirierend zu beschreiben wusste.
Der Lehrerrundbrief, die Pädagogische Forschungsstelle, das Gründungswilligen-Treffen, in den sich die Gründungsinitiativen aufkeimender Waldorfschulen trafen sind alle auf seine Initiative zurückzuführen. Für die internationale Schulbewegung regte er den Haager Kreis an, der ein internationales Wahrnehmungsorgan sein sollte und gründete 1971 die Freunde der Erziehungskunst.

## Ergänzende Literatur
- Matthias Weißert: Wir waren dreizehn. Geschichte und Geschichten einer großen Familie. Muschel, Köln 2012, ISBN 978-3-936819-52-6.